# Годованець Василь Гнатович
Василь Гнатович Годованець (нар. 1909, село Микуличин, тепер Яремчанської міськради Івано-Франківської області — ?) — український радянський діяч, робітник, голова заводського комітету державного тартаку села Микуличин Яремчанського району Станіславської області. Депутат Верховної Ради СРСР 1-го скликання від Станіславської області (з 1940 року).

## Біографія
Народився в бідній родині робітника тартаку. Навчався у початковій школі, закінчив чотири класи. З п'ятнадцятирічного віку, разом із батьком та братом, працював на тартаку (лісопильному заводі) у селі Микуличині. Спочатку працював біля рами, на прибиранні тирси, потім на довозі колод.
Після захоплення Західної України Червоною армією у вересні 1939 року вступив до складу тимчасового комітету тартаку у Микуличині.
З грудня 1939 року — робітник, голова заводського комітету державного тартаку (лісопильного заводу) села Микуличин Яремчанського району Станіславської області.